# Мамут найвеличніший
Ма́мут найвеличніший, або кошлатий мамут (Mammuthus primigenius) — вид вимерлих тварин з родини слонових. Жив із середнього плейстоцену до свого вимирання в голоцені. Це був один з останніх видів роду мамонтів, починаючи з африканського M. subplanifrons у ранньому пліоцені. M. primigenius відокремився від M. trogontherii близько 800 тис. років тому в Сибіру. Його найближчим родичем, що живе у наші дні, є Elephas maximus. M. columbi жив поруч із M. primigenius у Північній Америці, і дослідження ДНК показують, що ці два види мамонтів схрещувалися один з одним.
Зовнішній вигляд і поведінка цього виду є одними з найкраще вивчених з усіх доісторичних тварин через знайдені заморожені трупи у Сибіру та Північній Америці, а також скелетів, зубів, вмісту шлунка, гною та зображень із життя в доісторичних наскельних малюнках. Останки мамонта давно були відомі в Азії, перш ніж вони стали відомі європейцям у XVII столітті. Походження цих останків довгий час було предметом дебатів, і часто пояснювали їх останками міфічних істот. Мамонт був ідентифікований як вимерлий вид слона Жоржем Кюв'є в 1796 році.
M. primigenius був приблизно такого ж розміру, як сучасні африканські слони. Самці досягали висоти в плечах від 2,67 до 3,49 м і важили від 3,9 до 8,2 тонн. Самки досягали висоти в плечах 2,3—2,6 м і важили 2,8—4 тонни. Новонароджені важили близько 90 кг. M. primigenius був добре пристосований до холодного середовища під час останнього льодовикового періоду. M. primigenius був вкритий хутром із зовнішнім покривом із довгих захисних волосків і коротшим підшерстям. Колір шерсті варіювався від темного до світлого. Вуха та хвіст були короткими, щоб мінімізувати обмороження та втрату тепла. Він мав довгі вигнуті бивні та чотири корінні зуби, які змінювали шість разів протягом життя. Його поведінка була схожа на поведінку сучасних слонів, і він використовував свої бивні та хобот для маніпулювання предметами, боротьби та пошуку їжі. Харчуванням M. primigenius були переважно трави та осока. Особини, ймовірно, могли досягати 60-річного віку. Середовищем його проживання був тундростеп, який простягався через Північну Євразію та Північну Америку.
M. primigenius співіснував із ранніми людьми, які використовували його кістки та бивні для виготовлення предметів мистецтва, знарядь праці та житла та полювали на цей вид для їжі. Популяція M. primigenius скоротилася наприкінці пізнього плейстоцену, причому останні популяції, у материковому Сибіру, збереглися приблизно до 10 000 років тому, хоча окремі популяції збереглися на острові Сент-Пол до 5600 років тому, а на острові Врангеля до 4000 років тому. Після його вимирання люди продовжували використовувати його слонову кістку як сировину, традиція, яка існує й сьогодні. Оскільки в 2015 році завершився проект геному мамонта, було запропоновано відродити цей вид різними способами, але жоден із запропонованих методів поки що не здійсненний.

## Назва
Одна з відомих назв виду — «кошлатий мамут». Іноді використовується назва шерстистий або волохатий мамут.
Про застосування назви «мамут» у різноманітних наукових працях і дослідження мамутових решток в Україні та інших країнах див. також у статті про рід Мамут.

## Таксономія

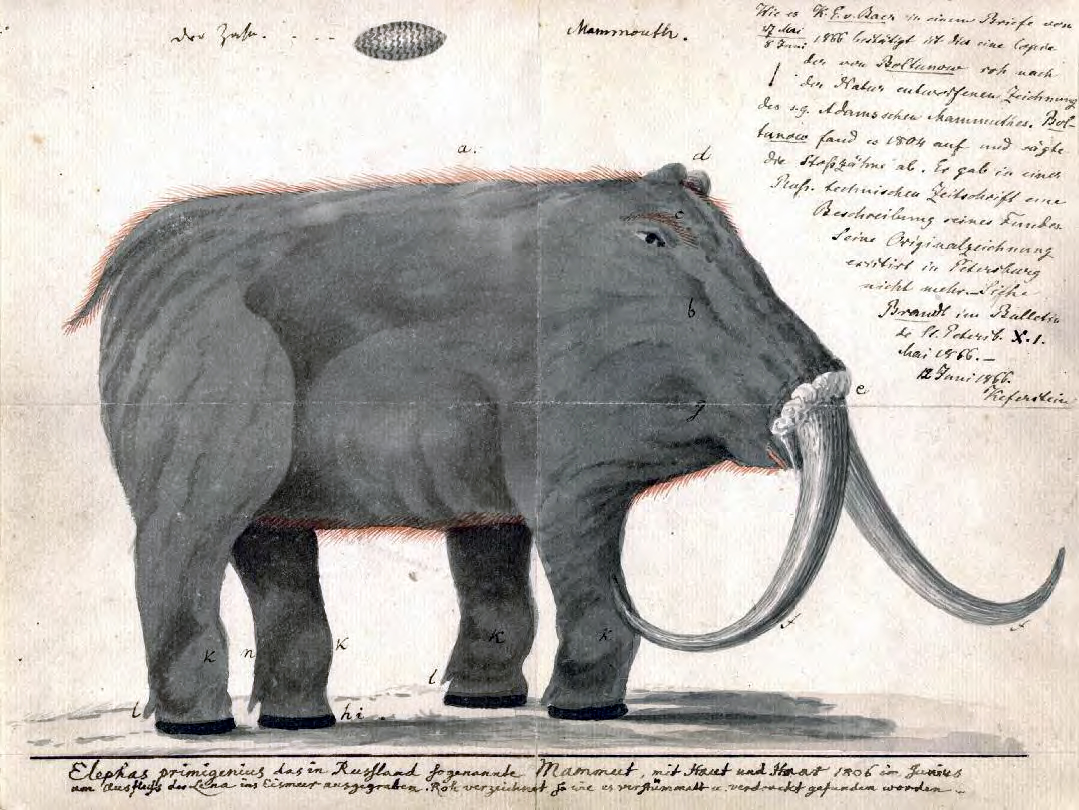
Копія інтерпретації туші «Мамонт Адамса» приблизно з 1800 року з почерком Йоганна Фрідріха Блюменбаха

Останки різних вимерлих слонів були відомі європейцям протягом століть, але, як правило, на основі біблійних розповідей вони інтерпретувалися як останки міфічних істот, таких як бегемоти або велетні. Вважалося, що вони були залишками сучасних слонів, які були завезені до Європи під час Римської республіки, наприклад, бойових слонів Ганнібала та Пірра Епірського, або тварин, які заблукали на північ. Перші останки M. primigenius, вивчені європейськими вченими, були досліджені Гансом Слоуном в 1728 році і складалися зі скам'янілих зубів і бивнів із Сибіру. Слоун був першим, хто визнав, що останки належали слонам. Слоун звернувся до іншого біблійного пояснення присутності слонів в Арктиці, стверджуючи, що вони були поховані під час Великого потопу, і що Сибір раніше був тропічним до різкої зміни клімату.
Інші інтерпретували висновок Слоуна дещо інакше, стверджуючи, що повінь перенесла слонів із тропіків до Арктики. Стаття Слоуна була заснована на описах мандрівників і кількох розкиданих кістках, зібраних у Сибіру та Британії. Він обговорював питання про те, чи це були останки слонів, але не зробив висновків. У 1738 році німецький зоолог Йоганн Філіп Брейне стверджував, що скам'янілості мамонта є рештками слона. Він не зміг пояснити, чому тропічна тварина була знайдена в такій холодній місцевості, як Сибір, і припустив, що їх міг перенести туди Великий потоп.
У 1796 році французький біолог Жорж Кюв'є першим ідентифікував останки M. primigenius не як сучасних слонів, перенесених до Арктики, а як абсолютно новий вид. Він стверджував, що цей вид вимер і більше не існує, концепція, яка не була широко прийнятою в той час. Після ідентифікації Кюв'є німецький натураліст Йоганн Фрідріх Блюменбах дав M. primigenius наукову назву Elephas primigenius у 1799 році, помістивши його в той самий рід, що й Elephas maximus. Це ім'я по-латині означає «слон-первісток». Через кілька місяців Кюв'є ввів назву Elephas mammonteus, але згодом була використана колишня назва. У 1828 році британський натураліст Джошуа Брукс використав назву Mammuthus borealis для скам'янілостей M. primigenius у своїй колекції, яку він виставив на продаж, таким чином придумавши нову назву роду.
До початку XX століття систематика вимерлих слонів була складною. У 1942 році була опублікована посмертна монографія американського палеонтолога Генрі Фейрфілда Осборна про Proboscidea, в якій він використовував різні назви таксонів, які раніше пропонувалися для видів мамонтів, у тому числі замінив Mammuthus на Mammonteus, оскільки він вважав попередню назву недійсною опублікованою. Систематика мамонтів була спрощена різними дослідниками, починаючи з 1970-х років, усі види були збережені в роду Mammuthus, і багато пропонованих відмінностей між видами натомість інтерпретувалися як внутрішньовидові варіації.
Осборн вибрав два корінні зуби (знайдені в Сибіру та Остероде) з колекції Блуменбаха в Геттінгенському університеті як зразки лектотипу для M. primigenius, оскільки за часів Блуменбаха не практикувалося визначення голотипу. Радянський палеонтолог Віра Громова далі запропонувала перший розглядати як лектотип, а другий як паралектотип. Обидва корінні зуби вважалися втраченими в 1980-х роках, тому більш повний «таймирський мамонт», знайдений у Сибіру в 1948 році, був запропонований як неотипний зразок в 1990 році. Вирішення історичних питань щодо назви роду Mammuthus і позначення типового виду E. primigenius також були запропоновані. Паралектотипний моляр (зразок GZG.V.010.018) з тих пір знаходився в колекції Геттінгенського університету, ідентифікований шляхом порівняння з ілюстрацією зліпка Осборна.

## Еволюція
Найдавніші відомі представники Proboscidea, клади, яка містить сучасних слонів, існували приблизно 55 мільйонів років тому на берегах океану Тетіс. Найближчими відомими родичами хоботних є сирени (дюгоні та ламантини) і дамани (ряд дрібних травоїдних ссавців). Родина Elephantidae існувала 6 мільйонів років тому в Африці і включає сучасних слонів і мамонтів. Серед багатьох нині вимерлих клад мастодонт є лише віддаленим родичем мамонтів і частиною окремої родини Mammutidae, яка відокремилася за 25 мільйонів років до початку еволюції мамонтів. Азійський слон є найближчим існуючим родичем мамонтів. Наступна кладограма показує розташування M. primigenius серед пізньоплейстоценових і сучасних хоботних на основі генетичних даних:
|  | †Mammuthus columbi     |
|  |                        |
|  | †Mammuthus primigenius |
|  |                        |

|  | Elephas maximus |
|  |                 |

|  | †Mammuthus columbi     |
|  |                        |
|  | †Mammuthus primigenius |
|  |                        |

|  | Elephas maximus |
|  |                 |

|  | †Palaeoloxodon antiquus                                                   |
|  |                                                                           |
|  | \| \| Loxodonta cyclotis \| \| \| \| \| \| Loxodonta africana \| \| \| \| |
|  |                                                                           |
|  | Loxodonta cyclotis                                                        |
|  |                                                                           |
|  | Loxodonta africana                                                        |
|  |                                                                           |

|  | Loxodonta cyclotis |
|  |                    |
|  | Loxodonta africana |
|  |                    |

|  | †Mammuthus columbi     |
|  |                        |
|  | †Mammuthus primigenius |
|  |                        |

|  | Elephas maximus |
|  |                 |

|  | †Mammuthus columbi     |
|  |                        |
|  | †Mammuthus primigenius |
|  |                        |

|  | Elephas maximus |
|  |                 |

|  | †Palaeoloxodon antiquus                                                   |
|  |                                                                           |
|  | \| \| Loxodonta cyclotis \| \| \| \| \| \| Loxodonta africana \| \| \| \| |
|  |                                                                           |
|  | Loxodonta cyclotis                                                        |
|  |                                                                           |
|  | Loxodonta africana                                                        |
|  |                                                                           |

|  | Loxodonta cyclotis |
|  |                    |
|  | Loxodonta africana |
|  |                    |

|  | †Mammuthus columbi     |
|  |                        |
|  | †Mammuthus primigenius |
|  |                        |

|  | Elephas maximus |
|  |                 |

|  | †Mammuthus columbi     |
|  |                        |
|  | †Mammuthus primigenius |
|  |                        |

|  | Elephas maximus |
|  |                 |

|  | †Palaeoloxodon antiquus                                                   |
|  |                                                                           |
|  | \| \| Loxodonta cyclotis \| \| \| \| \| \| Loxodonta africana \| \| \| \| |
|  |                                                                           |
|  | Loxodonta cyclotis                                                        |
|  |                                                                           |
|  | Loxodonta africana                                                        |
|  |                                                                           |

|  | Loxodonta cyclotis |
|  |                    |
|  | Loxodonta africana |
|  |                    |

|  | †Mammuthus columbi     |
|  |                        |
|  | †Mammuthus primigenius |
|  |                        |

|  | Elephas maximus |
|  |                 |

|  | †Mammuthus columbi     |
|  |                        |
|  | †Mammuthus primigenius |
|  |                        |

|  | Elephas maximus |
|  |                 |

|  | †Palaeoloxodon antiquus                                                   |
|  |                                                                           |
|  | \| \| Loxodonta cyclotis \| \| \| \| \| \| Loxodonta africana \| \| \| \| |
|  |                                                                           |
|  | Loxodonta cyclotis                                                        |
|  |                                                                           |
|  | Loxodonta africana                                                        |
|  |                                                                           |

|  | Loxodonta cyclotis |
|  |                    |
|  | Loxodonta africana |
|  |                    |

|  | †Mammuthus columbi     |
|  |                        |
|  | †Mammuthus primigenius |
|  |                        |

|  | Elephas maximus |
|  |                 |

|  | †Mammuthus columbi     |
|  |                        |
|  | †Mammuthus primigenius |
|  |                        |

|  | Elephas maximus |
|  |                 |

|  | †Palaeoloxodon antiquus                                                   |
|  |                                                                           |
|  | \| \| Loxodonta cyclotis \| \| \| \| \| \| Loxodonta africana \| \| \| \| |
|  |                                                                           |
|  | Loxodonta cyclotis                                                        |
|  |                                                                           |
|  | Loxodonta africana                                                        |
|  |                                                                           |

|  | Loxodonta cyclotis |
|  |                    |
|  | Loxodonta africana |
|  |                    |

|  | †Mammuthus columbi     |
|  |                        |
|  | †Mammuthus primigenius |
|  |                        |

|  | Elephas maximus |
|  |                 |

|  | †Mammuthus columbi     |
|  |                        |
|  | †Mammuthus primigenius |
|  |                        |

|  | Elephas maximus |
|  |                 |

|  | †Palaeoloxodon antiquus                                                   |
|  |                                                                           |
|  | \| \| Loxodonta cyclotis \| \| \| \| \| \| Loxodonta africana \| \| \| \| |
|  |                                                                           |
|  | Loxodonta cyclotis                                                        |
|  |                                                                           |
|  | Loxodonta africana                                                        |
|  |                                                                           |

|  | Loxodonta cyclotis |
|  |                    |
|  | Loxodonta africana |
|  |                    |

|  | †Mammuthus columbi     |
|  |                        |
|  | †Mammuthus primigenius |
|  |                        |

|  | Elephas maximus |
|  |                 |

|  | †Mammuthus columbi     |
|  |                        |
|  | †Mammuthus primigenius |
|  |                        |

|  | Elephas maximus |
|  |                 |

|  | †Palaeoloxodon antiquus                                                   |
|  |                                                                           |
|  | \| \| Loxodonta cyclotis \| \| \| \| \| \| Loxodonta africana \| \| \| \| |
|  |                                                                           |
|  | Loxodonta cyclotis                                                        |
|  |                                                                           |
|  | Loxodonta africana                                                        |
|  |                                                                           |

|  | Loxodonta cyclotis |
|  |                    |
|  | Loxodonta africana |
|  |                    |

|  | †Mammuthus columbi     |
|  |                        |
|  | †Mammuthus primigenius |
|  |                        |

|  | Elephas maximus |
|  |                 |

|  | †Mammuthus columbi     |
|  |                        |
|  | †Mammuthus primigenius |
|  |                        |

|  | Elephas maximus |
|  |                 |

|  | †Palaeoloxodon antiquus                                                   |
|  |                                                                           |
|  | \| \| Loxodonta cyclotis \| \| \| \| \| \| Loxodonta africana \| \| \| \| |
|  |                                                                           |
|  | Loxodonta cyclotis                                                        |
|  |                                                                           |
|  | Loxodonta africana                                                        |
|  |                                                                           |

|  | Loxodonta cyclotis |
|  |                    |
|  | Loxodonta africana |
|  |                    |

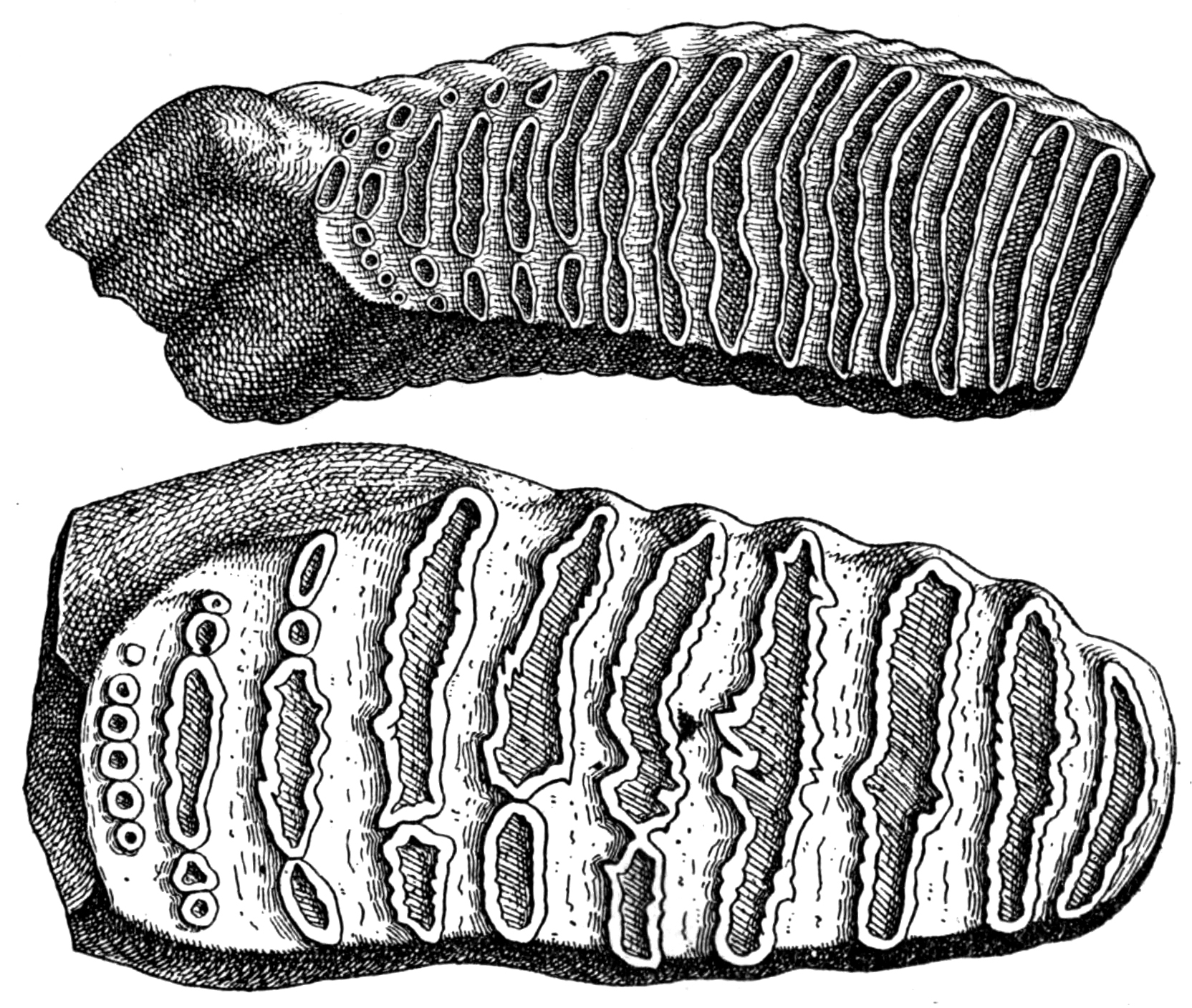
Порівняння нижніх корінних зубів M. primigenius (вгорі) і M. meridionalis; зверніть увагу на меншу кількість емалевих виступів у старих видів (нижче)

У 2005—2006 роках три групи дослідників незалежно один від одного зібрали профілі мітохондріального геному M. primigenius з давньої ДНК, що дозволило їм підтвердити тісний еволюційний зв'язок між M. primigenius та Elephas maximus. Дослідження ДНК 2015 року підтвердило, що E. maximus є найближчими живими родичами M. primigenius. Loxodonta africana відгалужуються від цієї клади близько 6 мільйонів років тому, близько до часу подібної дивергенції між шимпанзе та людьми. Дослідження 2010 року підтвердило ці зв'язки та припустило, що лінії мамонтів і азійських слонів розійшлися 5,8—7,8 мільйонів років тому, тоді як африканські слони відокремилися від попереднього спільного предка 6,6—8,8 мільйонів років тому.
У 2008 році була картографована значна частина хромосомної ДНК M. primigenius.
Аналіз показав, що M. primigenius і африканський слон ідентичні на 98,55 %—99,40 %. Команда відобразила послідовність ядерного геному M. primigenius, витягнувши ДНК з волосяних фолікулів як 20 000-річного мамонта, вилученого з вічної мерзлоти, так і іншого, який помер 60 000 років тому. У 2012 році вперше було впевнено ідентифіковано білки, зібрані у 43 000-річного M. primigenius.
Оскільки багато останків кожного виду Mammuthus відомі з кількох місцевостей, реконструювати еволюційну історію роду за допомогою морфологічних досліджень можливо. Види Mammuthus можна визначити за кількістю емалевих виступів на корінних зубах; примітивні види мали небагато емалевих виступів, і їхня кількість поступово збільшувалася, оскільки нові види еволюціонували, щоб харчуватися абразивнішею їжею. Коронки зубів стали більшим, а черепи стали вищими. У той же час черепа стали коротшими, щоб мінімізувати вагу голови. Короткі та високі черепи M. primigenius та M. columbi були кульмінацією цього процесу.
Першими відомими представниками роду Mammuthus є африканські види M. subplanifrons з пліоцену та M. africanavus з плейстоцену. Перший вид вважається предком пізніших форм. Mammuthus потрапили в Європу близько 3 мільйонів років тому. Найдавніший європейський Mammuthus був названий M. rumanus; він мав ареал в Європі та Китаї. Відомі лише корінні зуби, за якими видно, що він мав 8—10 емалевих виступів. Цей вид мав на 12—14 емалевих виступів, зазнав дивергенції та замінив батьківський вид та розвинувся у M. meridionalis приблизно 2—1,7 мільйона років тому. У свою чергу, на зміну цьому виду прийшов M. trogontherii з 18—20 емалевими виступами, який еволюціонував у східній Азії близько 1 мільйона років тому. M. primigenius зазнав дивергенції від M. trogontherii, 400 000 років тому в Сибіру та мав корінні зуби з 26 емалевими виступами. Найдавніші ідентифіковані форми M. primigenius відносять до середнього плейстоцену. M. primigenius мігрували до Північної Америки приблизно 100 000 років тому, перетнувши Берингову протоку.

### Підвиди та гібридизація
Відомі особини та популяції, які демонструють перехідну морфологію між кожним із видів мамонтів, і примітивні та похідні види співіснували, доки перші не зникли. Різні види та їхні проміжні форми були названі «хроновидами». Було запропоновано багато проміжних таксонів між M. primigenius та іншими Mammuthus, але їхня імовірність невизначена; залежно від автора, вони або вважаються примітивними формами розвиненого виду, або розвиненими формами примітивного виду. Розрізнення та визначення цих проміжних форм було названо однією з найтриваліших і найскладніших проблем четвертинної палеонтології. Були запропоновані регіональні та проміжні види та підвиди, такі як M. intermedius, M. chosaricus, M. p. primigenius, M. p. jatzkovi, M. p. sibiricus, M. p. fraasi, M. p. leith-adamsi, M. p. hydruntinus, M. p. astensis, M. p. americanus, M. p. compressus, and M. p. alaskensis.
Генетичне дослідження 2011 року показало, що два вивчені екземпляри M. columbi були згруповані в субкладі M. primigenius. Це свідчить про те, що дві популяції схрещувались і давали плідне потомство. Північноамериканський вид, який раніше називали M. jeffersonii, може бути гібридом між двома видами. Дослідження 2015 року показало, що тварини в ареалі, де M. columbi і M. primigenius перекривалися, було утворено метапопуляцію гібридів із різною морфологією. Це дозволяє припустити, що євразійський M. primigenius мав подібні стосунки з M. trogontherii в областях, де їхній ареал перекривався.
У 2021 році ДНК старше мільйона років була вперше секвенована з двох зубів Mammuthus раннього плейстоцену, знайдених у східному Сибіру. Один зуб з Адичі (віком 1—1,3 млн років) належав до лінії, яка була предком пізніших M. primigenius, тоді як інший зуб із Крестовки (віком 1,1—1,65 млн років) належав до нової лінії. Дослідження показало, що половина предків M. columbi походить від родичів лінії Крестовка (яка, ймовірно, представляла найперших Mammuthus, які колонізували Америку), а інша половина — від лінії M. primigenius, причому гібридизація відбулася понад 420 000 років тому, під час середнього плейстоцену. Пізніше M. columbi та M. primigenius також іноді схрещувалися, і види Mammuthus, можливо, регулярно схрещувалися, під час льодовикового максимуму. Ці знахідки були першим доказом гібридного видоутворення з давньої ДНК. Дослідження також виявило, що генетичні адаптації до холодного середовища, такі як ріст волосся та відкладення жиру, вже були присутні в лінії M. trogontherii і не були унікальними для M. primigenius.

## Опис

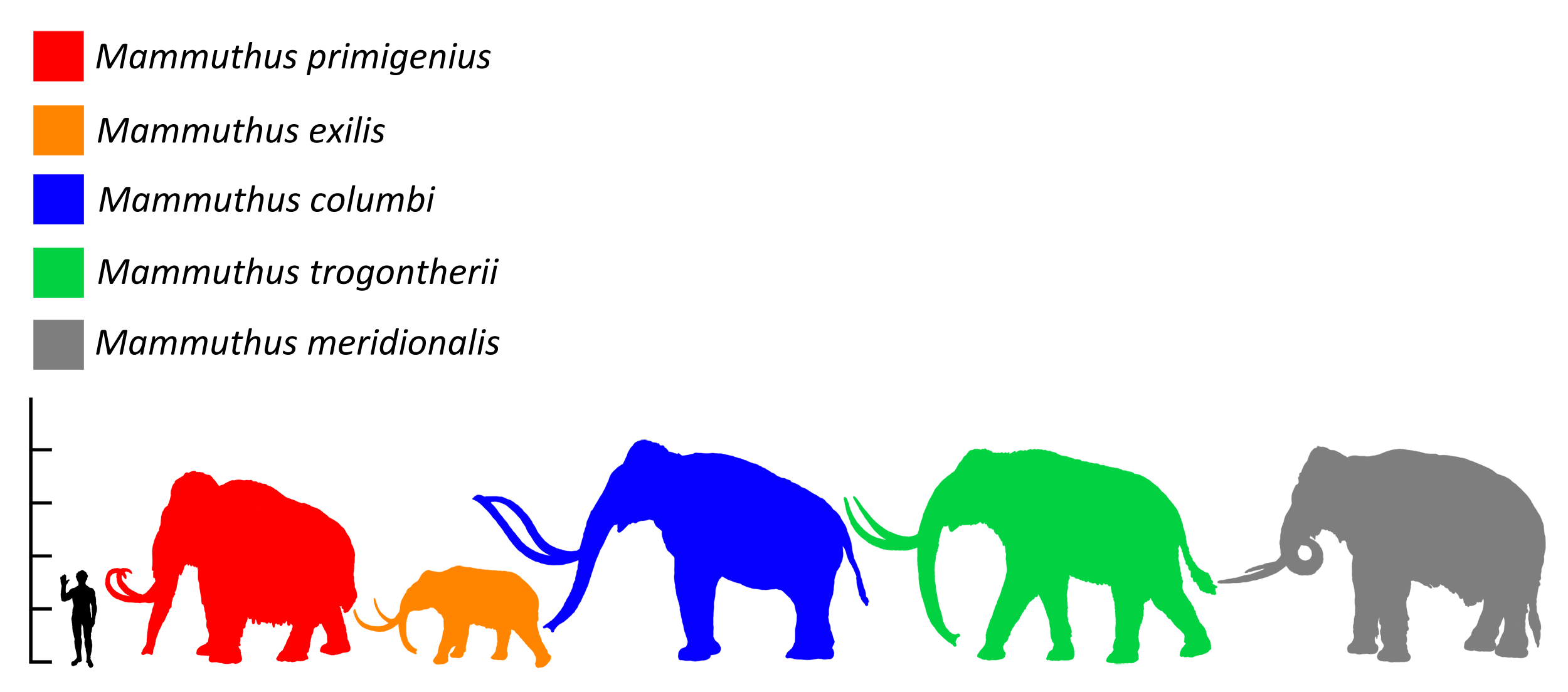
Розмір великого самця (червоним) порівняно з людиною та іншими Mammuthus

Зовнішній вигляд M. primigenius, ймовірно, найвідоміший з усіх доісторичних тварин завдяки численним замороженим зразкам із збереженими м'якими тканинами та зображенням їхніх сучасників у мистецтві. Середня висота в плечах самців цього виду оцінюється в 2,8—3,15 м при вазі 4,5—6 тонн, причому самки менші, з висотою в плечах. 2,3—2,6 м і вагою 2,8—4 тонни. Цей розмір можна порівняти з найбільшим із сучасних видів слонів — Loxodonta africana, але він значно менший, ніж його пращури M. meridionalis і M. trogontherii, а також його сучасник M. columbi. Розміри M. primigenius варіювалися по всьому ареалу, причому особини із Західної Європи були значно більшими (за оцінками, дорослі самці мали середній зріст 2,99—3,31 м і 5,2—6,9 тонн, ніж знайдені в Сибіру (при цьому дорослі самці цієї популяції оцінюються в середньому на 2,66—2,94 м заввишки та вагою 3,9—5,2 тонни. Одним із найбільших зареєстрованих M. primigenius є екземпляр Зігсдорфа з Німеччини з орієнтовною висотою в плечах 3,49 м і приблизною масою тіла 8,2 тонни. Новонароджені важили близько 90 кг.

Порівняння розмірів самців і самок M. primigenius середнього розміру

У небагатьох заморожених екземплярів збереглися статеві органи, тому стать зазвичай визначають за допомогою дослідження скелета. Найкращим показником статі є розмір тазового пояса, оскільки отвір, який функціонує як родовий шлях, у самиць завжди ширший, ніж у самців. Хоча M. primigenius на острові Врангеля були меншими за M. primigenius на материку, їхні розміри відрізнялися, і вони не були настільки малі, щоб вважатися «острівними карликами». Стверджується, що останні популяції M. primigenius зменшилися в розмірах і збільшили свій статевий диморфізм, але це було спростовано дослідженням 2012 року.

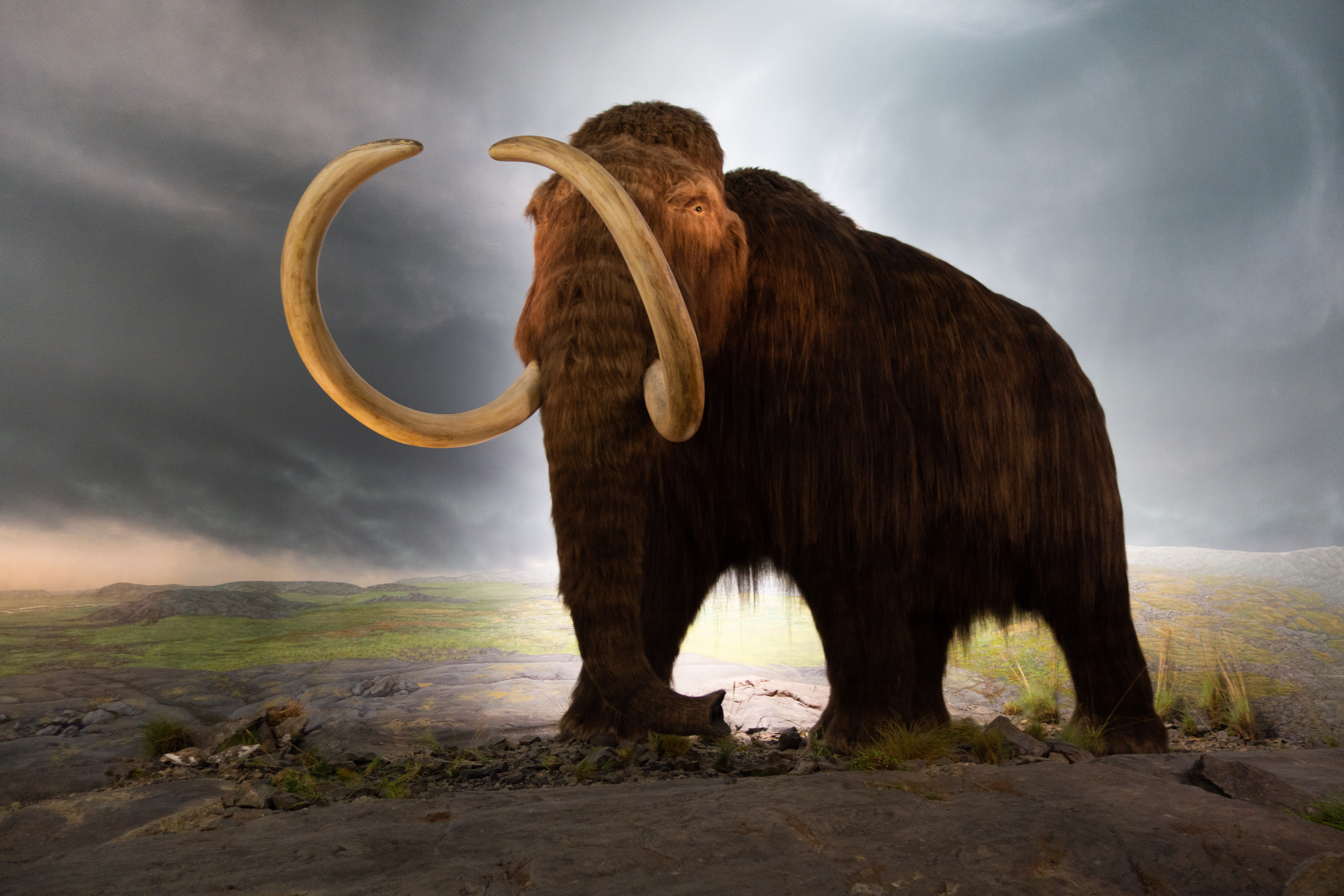
Модель у Королівський музей Британської Колумбії

M. primigenius мали кілька пристосувань до холоду, найпомітніше — шар хутра, що покривав усі частини їхніх тіл. Інші пристосування до холодної погоди включають: вуха, які набагато менші, ніж у сучасних слонів; вони були приблизно 38 см завдовжки і 18-28 см в поперечнику, а вухо 6—12-місячного замороженої малечі «Діми» було менше 13 см завдовжки. Маленькі вуха зменшували втрату тепла та обмороження, а хвіст був коротким з тієї ж причини, лише 36 см у «березівського мамонта». Хвіст містить 21 хребець, тоді як хвости сучасних слонів містять 28—33. Їхня шкіра була не товще, ніж у сучасних слонів, від 1,25 до 2,5 см. Під шкірою був шар жиру завтовшки до 10 см, який допомагав їм зігріватися. У M. primigenius під хвостом були широкі клапті шкіри, які покривали задній прохід; це також спостерігається у сучасних слонів.
Інші характерні риси, зображені на печерних малюнках, включають велику, високу голову та похилу спину з високим плечовим горбом; така форма виникла внаслідок зменшення довжини остистих відростків задніх хребців спереду назад.
Цих особливостей не було у молодих особин, які мали опуклі спини, як у азійських слонів.
Ще одна особливість, показана на наскельних малюнках, підтверджена виявленням в 1924 році замороженого екземпляра дорослої особини на прізвисько «Середньоколимський мамонт», яка збереглася з повним кінчиком тулуба. На відміну від часток тулуба сучасних слонів, верхній «палець» на кінчику тулуба мав довгу загострену мочку і був довжиною 10 см, тоді як нижній «великий палець» становив 5 см і був ширшим. Довжина тулуба «Діми» становила 76 см), а хобот дорослого «ляховського мамонта» — 2 метри. Добре збережене тіло молодого екземпляра на прізвисько «Юка» був описаний у 2015 році, і було показано, що він має м'ясисте розширення на третину вище кінчика. Замість овальної, як решта тіла, ця частина мала еліпсоїдну форму в поперечному перерізі та подвійний розмір у діаметрі. Було показано, що ця особливість присутня у двох інших зразках різної статі та віку.

### Волосяний покрив
Шерсть складалася із зовнішнього шару довгого, грубого «захисного волосся», яке було 30 см у верхній частині тіла, до 90 см завдовжки на боках і нижній стороні, і 0,5 мм в діаметрі та більш щільний внутрішній шар коротшої, злегка кучерявої підшерстя, завдовжки до 8 см і 0,05 мм в діаметрі. Волоски на верхній частині гомілки досягали 38 см, а на стопах — 15 см, досягаючи пальців. Волосся на голові було відносно коротке, але довше на нижній стороні та боках тулуба. Хвіст був подовжений грубим волоссям завдовжки до 60 см, яке було товщі за захисне волосся. M. primigenius, ймовірно, сезонно линяв, і найтяжче хутро випадало навесні.
Оскільки ймовірність збереження трупів мамонтів взимку була більшою, можливо, у заморожених зразках збереглася лише зимова шерсть. Сучасні слони мають набагато менше волосяного покриву, хоча у молодих особин волосяний покрив більший, ніж у дорослих. Ймовірно, що це для терморегуляції, допомагаючи їм втрачати тепло в жаркому середовищі. Порівняння верхнього волосся M. primigenius і існуючих слонів показує, що вони мало відрізняються за загальною морфологією. У шкірі M. primigenius були численні сальні залози, які виділяли олію в їхнє волосся; це покращило б теплоізоляцію вовни, відштовхувало б воду та додало хутру глянцевий блиск.
Збережене шерстисте хутро мамонта помаранчево-коричневе, але вважається, що це артефакт від відбілювання пігменту після смерті. Рівень пігментації змінювався від волоска до волоска та всередині кожного волоска. Дослідження 2006 року секвенувало ген Mc1r (який впливає на колір волосся у ссавців) з кісток M. primigenius. Виявлено два алелі: домінантний (повністю активний) і рецесивний (частково активний). У ссавців рецесивні алелі Mc1r призводять до світлого волосся. Мамонти, народжені принаймні з однією копією домінантного алеля, мали б темну шерсть, тоді як мамонти з двома копіями рецесивної алелі мали б світлу шерсть. Дослідження 2011 року показало, що світлі особини були б рідкістю. Дослідження 2014 року натомість показало, що забарвлення особини варіювалося від безпігментованого верхнього волосся, двокольорового, непігментованого та змішаного червоно-коричневого захисного волосся та непігментованого нижнього волосся, що надавало б світлого загального вигляду.

### Зубний ряд

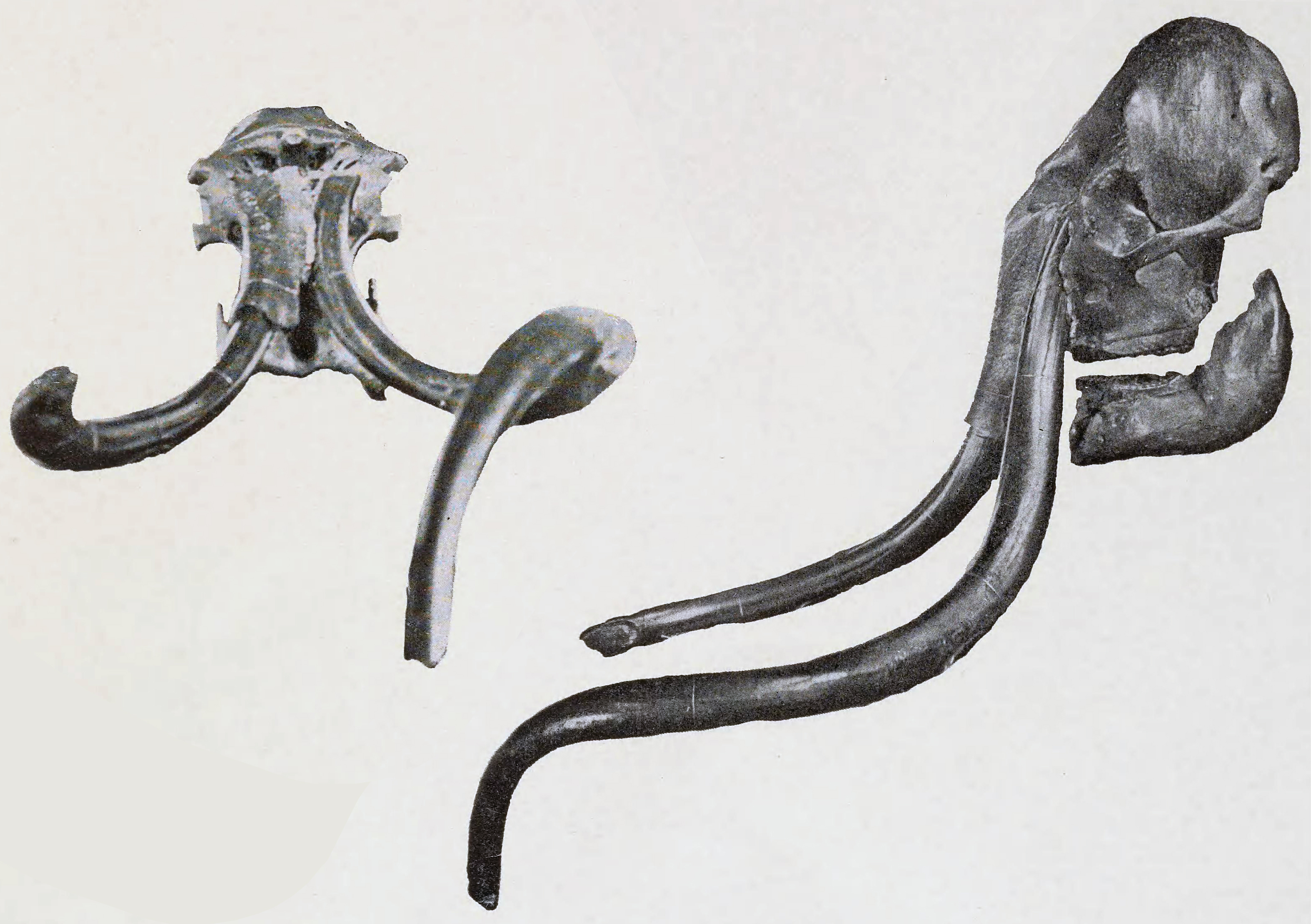
Череп із Польщі з одним зламаним і одним закрученим донизу бивнем

У M. primigenius були дуже довгі бивні (видозмінені різці), які були вигнутішими, ніж у сучасних слонів. Найдовший відомий чоловічий бивень має довжину 4,05 м (виміряно вздовж зовнішньої кривої) і важить 115,5 кг, з історичними даними про бивень довжиною 4,30 м, знайдений у Сибіру, в той час як найважчий бивень важив 121 кг, припускають, що початкова вага становила 125—130 кг. 2,4—2,7 м і 45 кг були більш типовими розмірами. Жіночі бивні були меншими та тоншими, 1,5—1,8 м і важили 9 кг. Для порівняння, рекорд найдовших бивнів африканського слона становить 3,4 м. Нохви бивнів були паралельні і близько розташовані. Приблизно чверть довжини була всередині альвеол. Бивні росли спірально в протилежних напрямках від основи і продовжували вигинатися, поки кінчики не були спрямовані один до одного, іноді перехрещуючись. Таким чином, більша частина ваги була б близько до черепа, і виникав би менший крутний момент, ніж з прямими бивнями.
Бивні, як правило, були асиметричними та демонстрували значні варіації, причому деякі бивні вигнуті вниз, а не назовні, а деякі коротші через руйнацію. У шестимісячного віку мамонтенят з'явилися маленькі молочні бивні довжиною кілька сантиметрів, які через рік були замінені постійними. Ріст бивнів тривав протягом усього життя, але сповільнювався, коли тварина досягала дорослого віку. Щороку бивні виростали на 2,5—15 см. На деяких наскельних малюнках зображені M. primigenius з маленькими бивнями або без них, але чи це відображало реальність, чи було мистецьким дозволом, невідомо. Самки азійських слонів не мають бивнів, але жодні скам'янілі рештки не вказують на те, що у дорослих M. primigenius вони були відсутні.

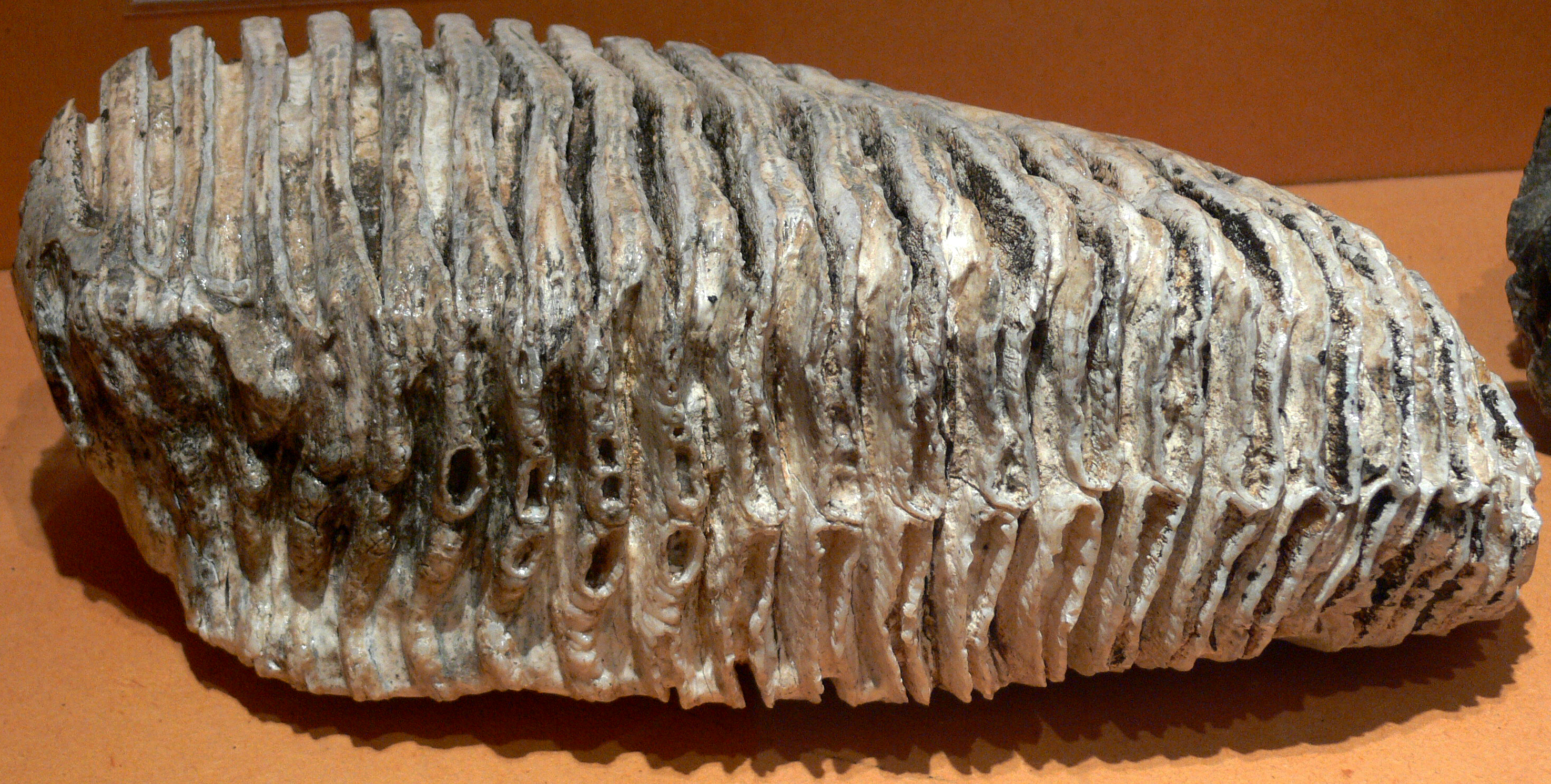
Моляр із Фон-де-Шампдамой, Франція, Музей Жоржа-Гарре

У M. primigenius одночасно було чотири функціональні корінні зуби — два на верхній щелепі та два на нижній. Приблизно 23 см завдовжки коронки було на нижній щелепи та 2,5 см — на верхній. Зуби мали до 26 окремих гребнів емалі, які самі були вкриті «призмами», які були спрямовані до жувальної поверхні. Вони були досить зносостійкими і зберігалися цементом і дентином. У мамонта протягом життя було шість корінних зубів, які змінювали п'ять разів, хоча відомо кілька екземплярів із сьомим набором. Остання умова може продовжити життя особі, якщо тільки зуб не складається лише з кількох пластин. Перші корінні зуби були розміром приблизно з людські, 1,3 см, треті були 15 см завдовжки, а шості були приблизно 30 см завдовжки і важили 1,8 кг. З кожною заміною корінні зуби збільшувалися і містили більше гребенів. Вважається, що M. primigenius мав найскладніші корінні зуби серед усіх слонів.

## Палеобіологія
Дорослі M. primigenius могли ефективно захищатися від хижаків за допомогою своїх бивнів, хоботів і розміру, але молодняк і ослаблені дорослі особини були вразливі для зграйних мисливців, таких як вовки, печерні гієни та великі котячі. Можливо, бивні використовувалися у внутрішньовидових боях, наприклад, у боротьбі за територію або за самок. Демонстрація великих бивнів самців могла використовуватися для залучення самок і залякування суперників. Через свою кривину бивні були непридатні щоб колоти, але, можливо, використовувалися для ударів, на що вказують пошкодження деяких викопних лопаток.
Дуже довге волосся на хвості, ймовірно, компенсувало короткість хвоста, дозволяючи використовувати його як мухоловку, подібно до хвоста сучасних слонів. Як і в сучасних слонів, чутливий і м'язистий хобот працював як орган, схожий на кінцівки, з багатьма функціями. Його використовували для маніпулювання об'єктами та в соціальних взаємодіях. Добре збережена ступня дорослого самця «Юкагирського мамонта» показує, що підошви ніг містили багато тріщин, які могли б допомогти в захопленні поверхонь під час пересування. Як і сучасні слони, шерстисті мамонти ходили на пальцях і мали великі м'ясисті подушечки позаду пальців.
Як і сучасні слони, шерстисті мамонти, ймовірно, були дуже соціальними та жили матріархальними сімейними групами. Це підтверджується сукупністю скам'янілостей і наскельними малюнками, що показують групи, що свідчить про те, що більшість інших їхніх соціальних поведінок, ймовірно, були подібні до поведінки сучасних слонів. Скільки мамонтів одночасно жило в одному місці, невідомо, оскільки відкладення скам'янілостей часто є скупченням особин, які померли протягом тривалого часу. Цифри, ймовірно, змінювалися залежно від сезону та подій життєвого циклу. Сучасні слони можуть утворювати великі стада, іноді складаються з кількох сімейних груп, і ці стада можуть включати тисячі тварин, які мігрують разом. Можливо, мамонти частіше формували великі стада, оскільки тварини, які живуть на відкритих територіях, частіше це роблять, ніж ті, що живуть у лісистій місцевості. Стежки, зроблені стадом M. primigenius 11 300—11 000 років тому, були знайдені у водосховищі Сент-Мері в Канаді, показуючи, що в цьому випадку було знайдено майже однакову кількість дорослих, недорослих і молодих особин. Дорослі мали крок 2 м, а молоді бігли, щоб не відставати.
Зубна емаль M. primigenius з Польщі показала, що M. primigenius мав сезонну міграцію. Повторювані зміни δ18O та 87Sr/86Sr, виявлені в шарах емалі, відповідають сезонним коливанням і вказують на те, що польські M. primigenius населяли південь Польщі взимку, але паслися в середній Польщі влітку.

### Адаптації до холоду
M. primigenius був, ймовірно, найбільш спеціалізованим представником родини Elephantidae. Окрім хутра, у них була ліпопексія (накопичування жиру) на шиї та холці, коли взимку не вистачало їжі, а перші три корінні зуби росли швидше, ніж у слоненят сучасних слонів. Розширення, виявлене на мамонті «Юка» та інших екземплярів, було припущено, що функціонує як «хутряна рукавиця»; кінчик хобота не був покритий хутром, але використовувався для пошуку їжі взимку, і міг бути нагрітий, скручуючи його в розширення. Розширення можна було б використовувати для танення снігу, якщо існувала нестача води для пиття, оскільки танення її безпосередньо в роті може порушити тепловий баланс тварини. Як і у північного оленя та вівцебика, гемоглобін шерстистого мамонта був адаптований до холоду за допомогою трьох мутацій для покращення доставки кисню по тілу та запобігання замерзанню. Можливо, ця особливість допомогла мамонтам жити у високих широтах.
У дослідженні 2015 року порівнювали високоякісні послідовності геномів трьох азійських слонів і двох M. primigenius. Між мамонтами та слонами виявлено близько 1,4 мільйона відмінностей нуклеотидів ДНК, які впливають на послідовність понад 1600 білків. Було помічено відмінності в генах для ряду аспектів фізіології та біології, які мали б відношення до виживання в Арктиці, включаючи розвиток шкіри та волосся, зберігання та метаболізм жирової тканини та сприйняття температури. Гени, пов'язані як з відчуттям температури, так і з передачею цього відчуття в мозок, були змінені. Один із генів, що сприймають тепло, кодує білок TRPV3, який міститься в шкірі і впливає на ріст волосся. При введенні в людські клітини версія білка мамонта виявилася менш чутливою до тепла, ніж білок слона. Це узгоджується з попереднім спостереженням про те, що миші, у яких відсутній активний TRPV3, швидше за все, будуть проводити більше часу в прохолодніших місцях клітки, ніж миші дикого типу, і мають більш хвилясте волосся. Було виявлено декілька змін у генах циркадного годинника, можливо, необхідних для того, щоб впоратися з екстремальними полярними коливаннями тривалості світлового дня. Подібні мутації відомі і в інших арктичних ссавців, наприклад у північних оленів.
Дослідження мітогенома шерстистого мамонта в 2019 році показало, що вони мали метаболічні адаптації, пов'язані з екстремальним середовищем. Генетичне дослідження 2023 року показало, що M. primigenius мав вже широкий спектр генів, пов'язаних із розвитком шкіри та волосся, накопиченням жиру, метаболізмом та імунною системою до того часу, як з'явився вид, і що вони продовжували еволюціонувати протягом останніх 700 000 років, включаючи ген, який призвів до того, що мамонти пізнього четвертинного періоду мали маленькі вуха.

### Раціон

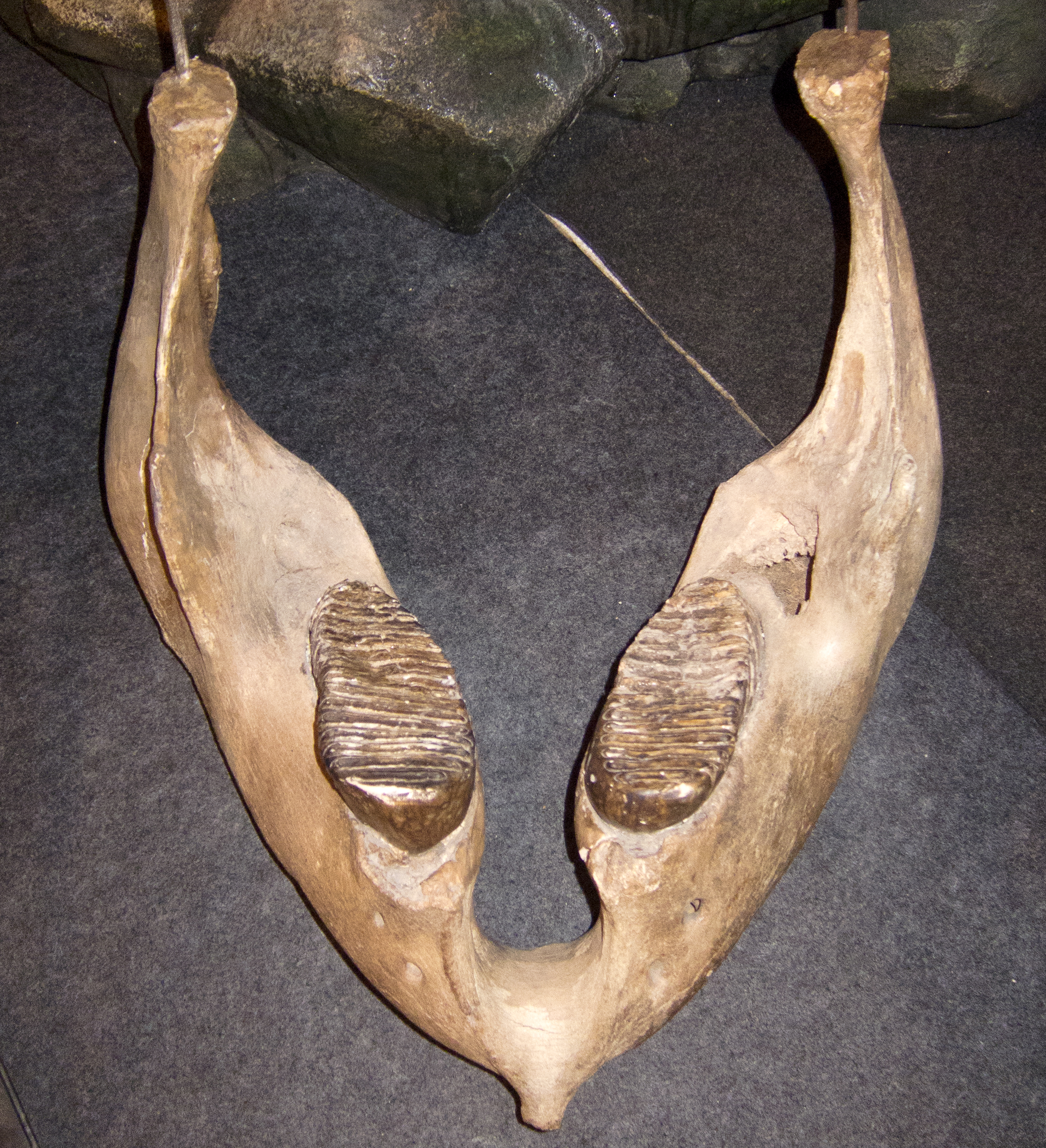
Нижні щелепи та нижні моляри, Барселона

Їжа на різних стадіях травлення була знайдена в кишечнику кількох M. primigenius, що дає гарне уявлення про їхній раціон. M. primigenius харчувався рослинною їжею, головним чином травами та осокою, яку доповнювали трав'янистими рослинами, квітковими рослинами, кущами, мохами та деревним матеріалом. Склад і точні сорти відрізнялися від місця до місця. M. primigenius, як і сучасним слонам, потрібна була різноманітний раціон, щоб підтримувати ріст. Дорослій особі вагою 6 тонн потрібно було б з'їдати 180 кг щодня, і вона, можливо, добувала їжу до 20 годин щодня. Кінчик хобота, ймовірно, був пристосований для збирання коротких трав останнього льодовикового періоду (четвертинного зледеніння, 2,58 млн років тому до теперішнього часу), обвиваючись навколо них, тоді як сучасні слони скручують хобот навколо довшої трави свого тропічні середовища.
Хоботом можна було зривати великі пучки трави, делікатно зривати бутони та квіти, зривати листя та гілки, де були дерева та кущі. «Юкагирський мамонт» проковтнув рослинну речовину, яка містила спори гнойового гриба. Ізотопний аналіз показує, що шерстисті мамонти харчувалися переважно рослинами C3, на відміну від коней і носорогів.
Вчені виявили молоко в шлунку і фекалії в кишках дитинча мамонта «Люба». Фекалії могли бути з'їдені «Любою» для сприяння розвитку кишкових мікробів, необхідних для травлення рослинності, як це відбувається у сучасних слонів. Ізотопний аналіз M. primigenius з Юкону показав, що дитинчата годували грудьми щонайменше 3 роки, і їх відлучили від грудей і поступово перевели на рослинну дієту, коли їм виповнилося 2—3 роки. Це відбувалася пізніше, ніж у сучасних слонів, і може бути пов'язано з вищим ризиком нападу хижаків або труднощами з добуванням їжі протягом тривалих періодів зимової темряви у високих широтах.

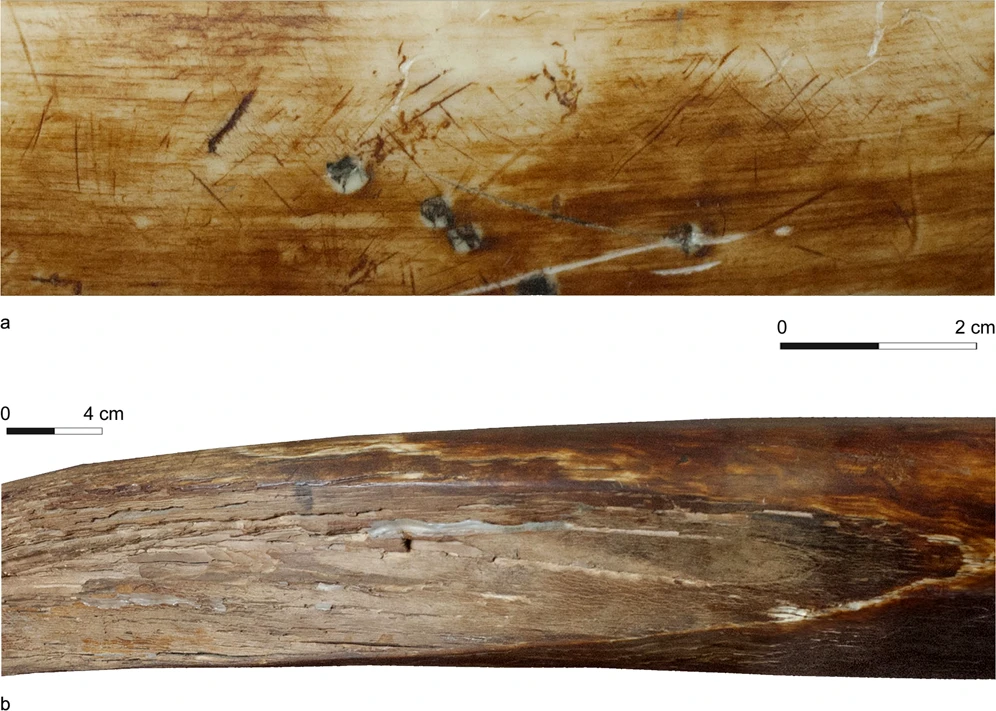
Чоловічий бивень зі слідами зносу

Корінні зуби були пристосовані до свого раціону з грубих трав тундри, з більшою кількістю емалевих пластин і вищою коронкою, ніж у їхніх південних родичів. M. primigenius жував їжу, використовуючи потужні м'язи щелепи, щоб рухати нижню щелепу вперед і закривати рот, а потім назад, відкриваючи; гострі гребені емалі перерізають один одного, подрібнюючи їжу. Коронки були зносостійкими, щоб тварина могла пережовувати велику кількість їжі, яка часто містила пісок. M. primigenius, можливо, використовували свої бивні як лопати, щоб очищати сніг із землі та діставати рослинність, поховану внизу, і розбивати лід, щоб пити. Про це вказують на багатьох збережених бивнях плоскі поліровані ділянки довжиною до 30 см, а також подряпини на частині поверхні, яка досягала б землі (особливо на їхній зовнішній кривизні). Бивні використовувалися для отримання їжі іншими способами, наприклад, для викопування рослин і здирання кори.

### Історія життя
Тривалість життя ссавців пов'язана з їхнім розміром, і оскільки сучасні слони можуть досягати віку 60 років, вважається, що те саме стосується M. primigenius, які були такого ж розміру. Вік мамонта можна приблизно визначити, підрахувавши ростові кільця його бивнів у поперечному розрізі, але це не враховує його ранні роки, оскільки вони представлені кінчиками бивнів, які зазвичай зношені. У решті частини бивня кожна велика лінія позначає рік, а між ними можна знайти щотижневі та щоденні. Темні смуги відповідають літам, тому можна визначити пору року, коли загинув мамонт. Ріст бивнів сповільнювався, коли добувати їжу ставало важче, наприклад взимку, під час хвороби або коли самця виганяли зі стада (самці слона живуть зі своїм стадом приблизно до 10 років). Бивні мамонта, датовані найсуворішим періодом останнього зледеніння 25—20 000 років тому, демонструють повільніші темпи росту.
M. primigenius продовжували рости після дорослішання, як і інші слони. Незрощені кістки кінцівок показують, що самці росли до 40 років, а самки росли до 25 років. Заморожене слоненя «Діма» було 90 см заввишки, коли померло у віці 6—12 місяців. У цьому віці другий набір корінних зубів був в процесі прорізування, а перший набір був зношений у віці 18 місяців. Третій набір корінних зубів тривав 10 років, і цей процес повторювався до появи останнього, шостого набору, коли тварині було 30 років. Коли останні корінні зуби зношені, тварина не могла жувати і харчуватися, і помирала від голоду. Дослідження північноамериканських мамонтів показало, що вони часто гинули взимку чи навесні, коли північним тваринам було найважче вижити.
Дослідження збережених слоненят показує, що всі вони народилися навесні та влітку, а оскільки у сучасних слонів вагітність триває 21—22 місяці, шлюбний сезон, ймовірно, тривав з літа до осені. Ізотопний аналіз δ15N зубів «Люби» продемонстрував їхній внутрішньоутробний розвиток і вказує на те, що період її вагітності був подібним до періоду вагітності сучасного слона, і що вона народилася навесні.
Найкраще збережена голова замороженого дорослого екземпляра, голова самця на прізвисько «Юкагирський мамонт», показує, що M. primigenius мали скроневі залози між вухом і оком. Ця особливість вказує на те, що, подібно до слонів, самці M. primigenius мали «муст», період підвищеної агресивності. Залози використовуються особливо самцями для виробництва маслянистої речовини з сильним запахом під назвою темпорин. Можливо, їхнє хутро допомагало поширювати запах. Це було підтверджено дослідженням 2023 року, в якому порівнювали рівень тестостерону в дентині дорослого бивня африканського слона з бивнем самця M. primigenius.

### Палеопатології
Докази кількох різних захворювань кісток були знайдені у M. primigenius. Найпоширенішим з них був остеоартроз, виявлений у 2 % зразків. Один зразок зі Швейцарії мав кілька зрощених хребців у результаті цієї хвороби. «Юкагирський мамонт» хворів спондилоартритом двох хребців, по окремих зразках відомий остеомієліт. Кілька зразків мають загоєні переломи кісток, що свідчить про те, що тварини пережили ці травми. Також виявили спондилоартропатію. Додаткову кількість шийних хребців було виявлено у 33 % зразків із регіону Північного моря, ймовірно, через зменшення чисельності та подальший інбридинг. Вважається, що ураження хребців у шерстистих мамонтів є результатом харчового стресу. У кишці слоненя «Діма» виявлено паразитичних мух і найпростіших.
Викривлення корінних зубів є найпоширенішою проблемою зі здоров'ям, яка зустрічається у скам'янілостей M. primigenius. Іноді заміна порушувалася, і корінні зуби зсувалися в ненормальне положення, але відомо, що деякі тварини вижили через це. Зуби з Британії показали, що 2 % зразків мали пародонтоз, причому половина з них містила карієс. Зуби іноді мали ракові пухлини.

## Вимирання
Більшість популяцій M. primigenius зникли під час пізнього плейстоцену та середини голоцену
,
що збіглося з вимиранням більшої частини північноамериканської плейстоценової мегафауни (включно з колумбійським мамонтом), а також з вимиранням степової фауни Євразії, яка співіснувала з видами мамонтів такими як шерстистий носоріг, печерний лев, північний олень, сайгак, песець, строкатка степова.
Це вимирання було частиною пізнього плейстоценового вимирання, яке почалося 40 000 років тому і досягло піку 14000-11500 рр. тому.
Вчені розходяться в думках щодо того, чи було полювання чи зміна клімату, що призвело до скорочення середовища його проживання, головним фактором, що сприяв вимиранню M. primigenius, чи це сталося через поєднання обох факторів.

Докази отриманих від бивня значень δ18O свідчать про те, що зміна клімату не була прямою причиною вимирання M. primigenius, оскільки δ18O не змінювалося суттєво в районах, де мамонти вимерли і де вони зберігалися довше в голоцені.

Якою б не була причина, великі ссавці, як правило, уразливіші, ніж дрібні, через меншу чисельність популяції та низький рівень відтворення.

Кліматичні моделі під час останнього інтергляціалу (130—116 тис. років тому) припускають, що M. primigenius і пов'язана степова фауна були чутливі до скорочення степово-тундрових середовищ існування, оскільки вони були пристосовані до холодного, сухого та відкритого середовища.
Генетичні результати та кліматичні моделі вказують на те, що середовища проживання мамонта в Євразії скоротилися під час інтергляціалу, що могло спричинити ефект пляшкового горла популяції, який обмежив його ареал кількома північними районами.
Однак, оскільки клімат сприяв холоднішим середовищам, популяції мамонта відновилися під час пізніших льодовикових періодів.

Останній льодовиковий період пізнього плейстоцену вважається періодом максимального географічного розповсюдження M. primigenius, який займав більшу частину Європи, північну Азію та північну частину Північної Америки, хоча декілька бар'єрів, таких як льодовикові покриви, високі гірські пасма та пустелі перешкоджали їхньому поширенню далі.

Ближче до кінця останнього льодовикового періоду, починаючи приблизно з 15000 років тому, мамонтовий степ, який населяв M. primigenius, на більшій частині Сибіру поступово замінився вологою тундрою, а також бореальними та помірними лісами, які для M. primigenius були несприятливим середовищем існування.

Різні популяції M. primigenius не вимерли одночасно на всьому ареалі, а поступово вимерли з часом.

Динаміка різних популяцій M. primigenius різнилася, оскільки вони зазнавали дуже різних масштабів кліматичних та антропогенних впливів з часом, що свідчить про те, що причини вимирання залежали від популяції.

Більшість популяцій зникли 14000-10000 років тому.

У Великій Британії M. primigenius все ще існували 14500-14 000 рр. тому.

Наймолодші скам'янілості материкові популяції були на півострові Китик у Сибіру і датуються 9650 роками тому.

Невелика популяція M. primigenius вижила на острові Сент-Пол, Аляска, аж до голоцену
,
причому їх вимирання на острові було жорстко обмежено приблизно 5600 роками тому на основі прямого датування кісток.
Вважається, що ця популяція вимерла в результаті підвищення рівня моря та збільшення сухості острова, що зменшило доступність прісної води.

Остання популяція, відома за скам'янілостями, залишалася на острові Врангеля в Північному Льодовитому океані до 4000 років тому, на початку людської цивілізації та через кілька століть після будівництва Великої піраміди та Сфінкса в Стародавньому Єгипті.

Проте деякі дослідження стверджують, що до існування невеликих материкових популяцій, які вимерли приблизно в той самий час, що й їхні острівні популяції; два дослідження 2021 року показали, що на основі екологічної ДНК M. primigenius вижили на Юконі приблизно до 5700 років тому, що приблизно співпадає з вимиранням популяції острова Святого Павла, і на півострові Таймир у Сибіру до 3900–4100 років тому, приблизно дорівнює вимиранню популяції острова Врангеля. Півострів Таймир з його сухішим середовищем, можливо, служив рефугіумом для мамонтового степу, де жили M. primigenius та інші широко поширені ссавці льодовикового періоду, такі як тарпани (Equus sp.).

Однак давня екологічна ДНК у холодному середовищі може бути перероблена зі старих відкладень у молодші відкладення, які явно виникли після вимирання, що викликає сумніви щодо достовірності цих дат.

Секвенування ДНК останків двох мамонтів, одного з Сибіру 44 800 років тому, а іншого з острова Врангеля 4 300 років тому, вказує на дві великі популяційні кризи: одну приблизно 280 000 років тому, після якої популяція відновилася, і другу приблизно 12 000 років тому, ближче до кінця льодовикового періоду, після якої вона не відновилась.

Мамонти острова Врангеля були ізольовані на 5000 років через підвищення рівня моря після закінчення льодовикового періоду, і в результаті інбридингу в їхній невеликій популяції приблизно від 300 до 1000 особин

призвело до втрати гетерозиготності на 20 %
 — 30 %

і втрати мітохондріальної різноманітності ДНК на 65 %.

Популяція, ймовірно, була стабільною, не зазнаючи подальшої значної втрати генетичного різноманіття.

Таким чином, генетичні дані вказують на те, що вимирання цієї остаточної популяції було раптовим, а не кульмінацією поступового зменшення.

До свого вимирання M. primigenius острова Врангеля накопичили численні генетичні дефекти через свою малу популяцію; зокрема, ряд генів нюхових рецепторів і білків сечі стали нефункціональними, можливо, через те, що вони втратили свою селективну цінність у середовищі острова.

Не з'ясовано, чи сприяли ці генетичні зміни їхньому вимиранню.

Було припущено, що ці зміни узгоджуються з концепцією геномного розпаду,
однак це було заперечено пізнішим аналізом геномів деяких з останніх мамонтів на острові Врангеля, який свідчить про те, що дуже шкідливі мутації були значно очищені до рівнів, нижчих, ніж у материкових популяціях, хоча рівень помірно шкідливих мутацій був підвищений.

Раптове зникнення очевидно стабільної популяції може бути більш узгодженим з катастрофічною подією, можливо пов'язаною з кліматом (наприклад, обмерзанням снігового покриву), хворобою або експедицією мисливців.

Зникнення відносно близьке за часом до перших доказів існування людей на острові
,
хоча інші автори припускають, що M. primigenius майже напевно вимерли за кілька століть до появи людей на острові Врангеля (що датується приблизно 3600 роками тому).

M. primigenius східної Берингії (сучасні Аляска та Юкон) так само вимерли близько 13 300 років тому, незабаром (приблизно 1000 років) після першої появи людей у цьому регіоні, що нагадує долю всіх інших пізньоплейстоценових хоботних (мамонтів, гомфотерів і мастодонтів), а також більшість решти мегафауни Америки.

Проте, популяція M. primigenius острова Сент-Пол, очевидно, вимерла значно раніше, ніж прибула людина.

Зміни клімату скоротили придатне для мамонта середовище проживання з 7 700 000 км² 42 000 років тому до 800 000 км², приблизно на 90 % — 6 000 років тому.

M. primigenius пережили ще більшу втрату середовища існування наприкінці передостаннього льодовикового періоду та на початку останнього інтергляціалу, приблизно 125 000 років тому.

Дослідження 11 300–11 000-річних мамонтових стежок у південно-західній Канаді показали, що M. primigenius занепав під час співіснування з людьми, оскільки було ідентифіковано набагато менше слідів молодих особин, ніж очікувалося б у звичайному стаді.

Було припущено, що полювання людини чинило значний тиск на популяції M. primigenius протягом тисячоліть у всьому ареалі, роблячи чисельність популяції M. primigenius значно нижчою, ніж це було б у іншому випадку навіть до скорочення їх ареалу, і, ймовірно, прискорило розпад ареалу M. primigenius у відповідь на зміну клімату.